# Alordwerghoningeter
De alordwerghoningeter (Myzomela prawiradilagae) is een endemische vogel uit de bergbossen van het het eiland Alor (Kleine Soenda-eilanden, Indonesië).
De soort werd in 2019 in het tijdschrift Journal of Ornithology als nieuwe soort voor de wetenschap geldig beschreven.

## Status
De grootte van de populatie is in 2021 geschat op 4000-10.000 volwassen vogels. Het verspreidingsgebied is klein en de aantallen nemen af door habitatverlies. Op de Rode lijst van de IUCN heeft deze soort daarom de status kwetsbaar.